# جائزة البرتغال الكبرى للدراجات النارية 2001
جائزة البرتغال الكبرى للدراجات النارية 2001 هو سباق دراجات نارية أقيم بتاريخ 9 سبتمبر 2001 في حلبة إستوريل. كان الجولة الحادية عشر من أصل 16 في سباق الجائزة الكبرى للدراجات النارية موسم 2001. فاز الإيطالي فالنتينو روسي بفئة 500 سي سي بينما جاء الإيطالي لوريس كابيروسي في المركز الثاني وحصل على المركز الثالث الأسترالي غاري ماكوي.

## وصلات خارجية
- الموقع الرسمي